# Iván Aledo
Iván Aledo va ser un muntatgista i editor de cinema espanyol, guanyador de dos Goya al millor muntatge i membre de l'Acadèmia de les Arts i les Ciències Cinematogràfiques d'Espanya des de 1996.
Va començar l'edició de cinema treballant des del 1978 al docudrama de TVE Vivir cada día. Allí va coincidir amb Javier Maqua, amb qui va fer el 1981 el seu primer muntatge d'un llargmetratge a Tú estás loco Briones. No tornaria al cinema fins 1987 amb Ander eta Yul. Des del 1996 va treballar amb Julio Médem, encarregant-se de l'edició de Tierra, Los amantes del Círculo Polar, per la que el 1998 va guanyar la Medalla del Cercle d'Escriptors Cinematogràfics al millor muntatgei el Goya al millor muntatge. i Lucía y el sexo, per la que fou nominat novament als Goya al millor muntatge. El 2003 va tornar a guanyar el Goya al millor muntatge per la seva tasca a La gran aventura de Mortadelo y Filemón. Fou nominat novament als Goya pel seu treball a Incautos (2004), El método (2005), Los Borgia (2006) i Mortadelo y Filemón. Misión: Salvar la Tierra (2008).
Des de 2008 es dedica a la docència d'edició i muntatge cinematogràfic a l'ESCAC i al TAI. També ha treballat en algunes sèries de televisión com les minisèries Días sin luz i Marisol (2009), a alguns episodis de Doctor Mateo, Tarancón. El quinto mandamiento (2010), La fuga (2012), El Príncipe (2014), El Caso. Crónica de sucesos (2016)

## Filmografia
- Vivir cada día (televisió, 1978)
- Tú estás loco Briones (1981)
- Mientras haya luz (1987)
- Ander eta Yul (1987)
- El invierno en Lisboa (1991)
- Los peores años de nuestra vida (1994)
- Todo es mentira (1994)
- La ley de la frontera (1995)
- Tierra (1996)
- Un cos al bosc (1996)
- El tiempo de la felicidad (1997)
- Carreteras secundarias (1997)
- Los amantes del Círculo Polar (1998)
- París-Tomboctú (1999)
- El corazón del guerrero (1999)
- El arte de morir (2000)
- Lucía y el sexo (2001)
- La gran aventura de Mortadelo y Filemón (2003)
- Incautos (2004)
- El asombroso mundo de Borjamari y Pocholo (2004)
- Semen, una historia de amor (2005)
- El método (2005)
- Los Borgia (2006)
- Ladrones (2007)
- Mortadelo y Filemón. Misión: Salvar la Tierra (2008)
- Capitán Trueno y el Santo Grial (2011)
- Wilaya (2012)
- The Last Lost Kingdom (2014)
- The Leftlovers (2014)
- El faro de las orcas (2016)
- Una ventana al mar (2019)